# Bohum Kunda
Bohum Kunda (Namensvariante: Sare Bohoum) ist eine Ortschaft im westafrikanischen Staat Gambia.
Nach einer Berechnung für das Jahr 2013 leben dort etwa 715 Einwohner, das Ergebnis der letzten veröffentlichten Volkszählung von 1993 betrug 517.

## Geographie
Bohum Kunda liegt am nördlichen Ufer des Gambia-Flusses, in der Upper River Region, Distrikt Wuli. Bohum Kunda liegt rund 5,8 Kilometer nördlich von Brifu, wo die wichtigste Straße, die North Bank Road in Richtung Hauptstadt Banjul verläuft. Nachbarorte sind im Westen Makamasireh und im Osten Musa Kunda, mit denen es durch eine unbefestigte Straße verbunden ist. Nach Norden hin ist die Grenze zum Senegal nur zwei Kilometer Luftlinie entfernt; es gibt aber keinen offiziellen Grenzübergang. Zum Fluss Gambia, der Hauptverkehrsader sind es ungefähr acht Kilometer.
Der Kusum Forest Park liegt fünfzehn Kilometer südlich.